# Rallye STP
Le Rallye STP (ou Susquehannock Trail Performance Rally, souvent nommé STPR) est une épreuve annuelle de rallye automobile sur terre disputée à Wellsboro (Comté de Tioga (Pennsylvanie), au nord de la Pennsylvanie).  

## Histoire
Le STPR est généralement la 5e épreuve au calendrier du Rally America National Rally Championship des États-Unis, dont il fait partie depuis ses origines en 2005. 
Antérieurement il fut intégré également sans discontinuer au SCCA ProRally de 1977 à 2004. 
Il est de fait la plus ancienne course comptabilisée en championnats américains de rallyes, qui plus est sans interruption.

## Palmarès

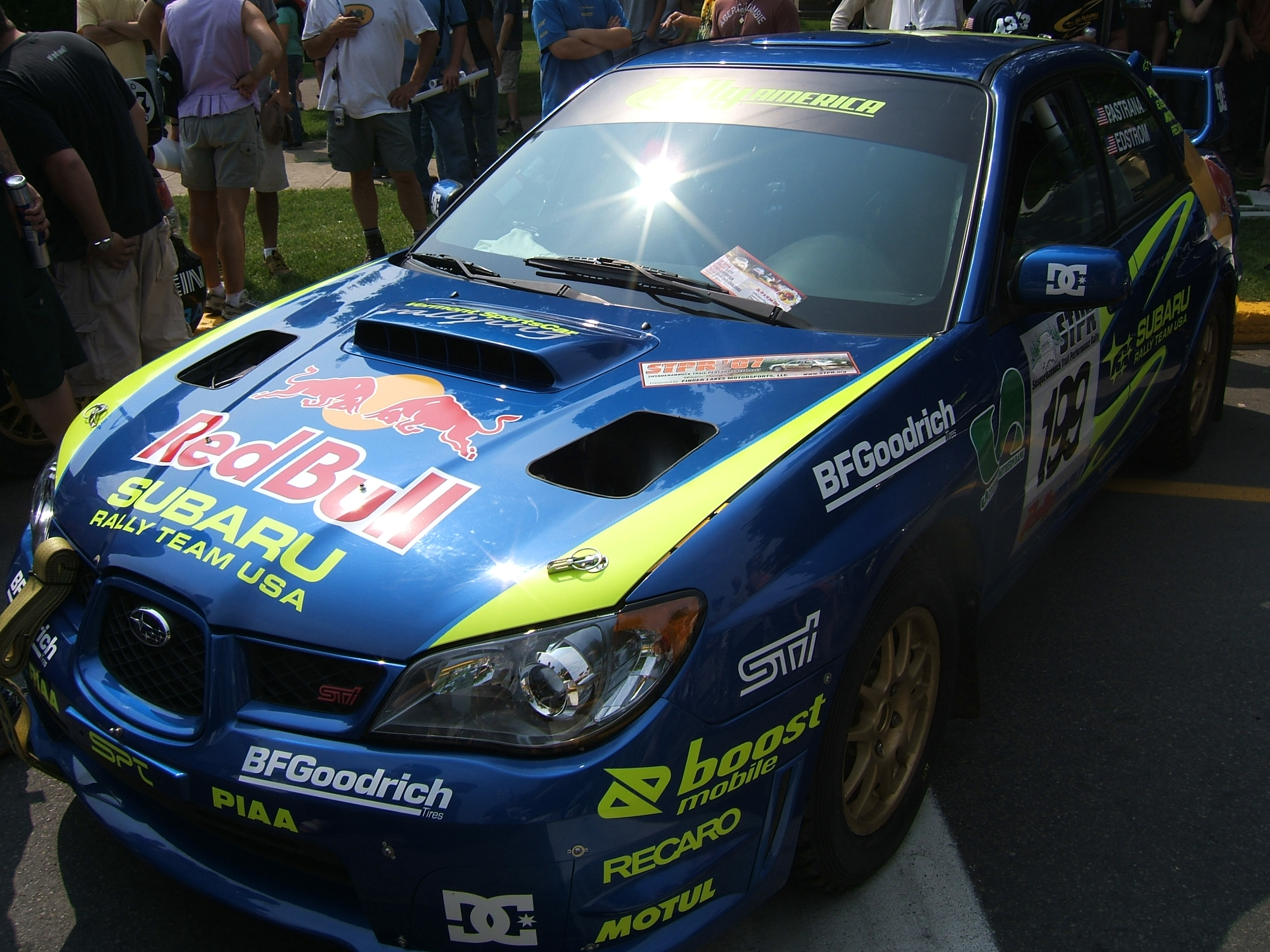
Travis Pastrana au Rallye STP 2007.

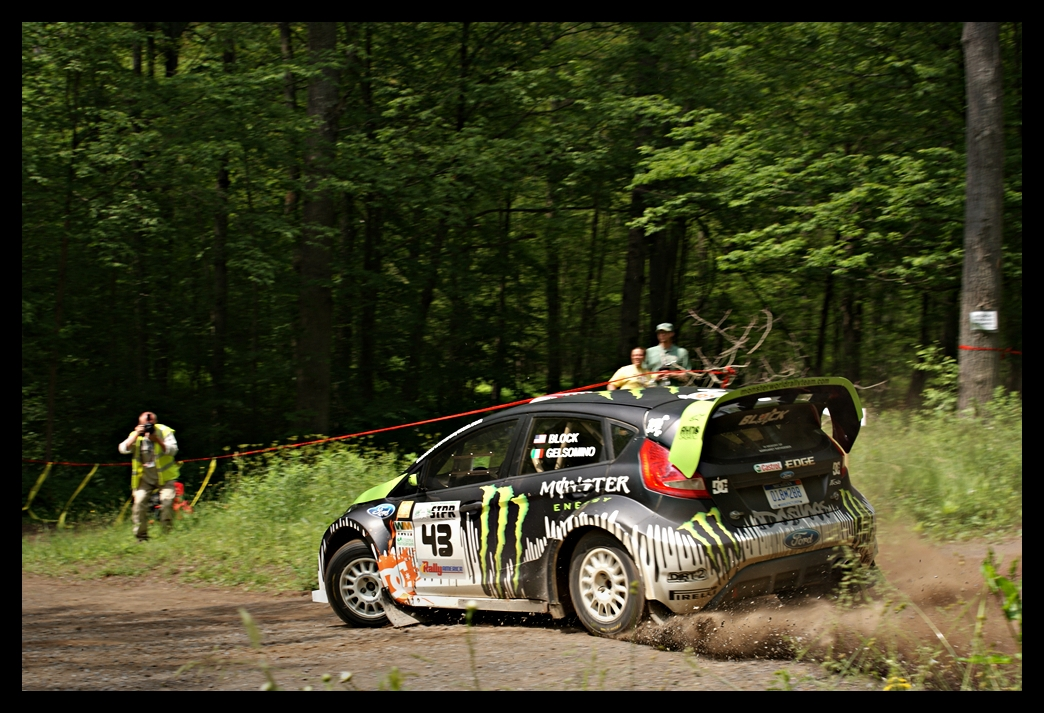
K. Block au STP 2010.

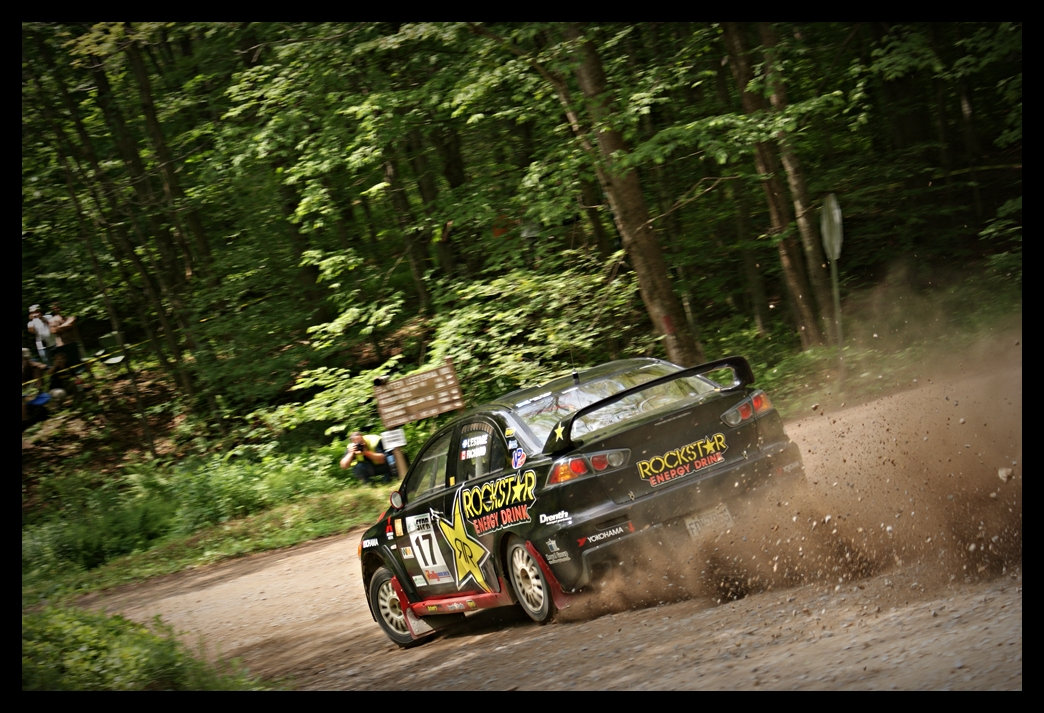
L'Estage au STP 2010.

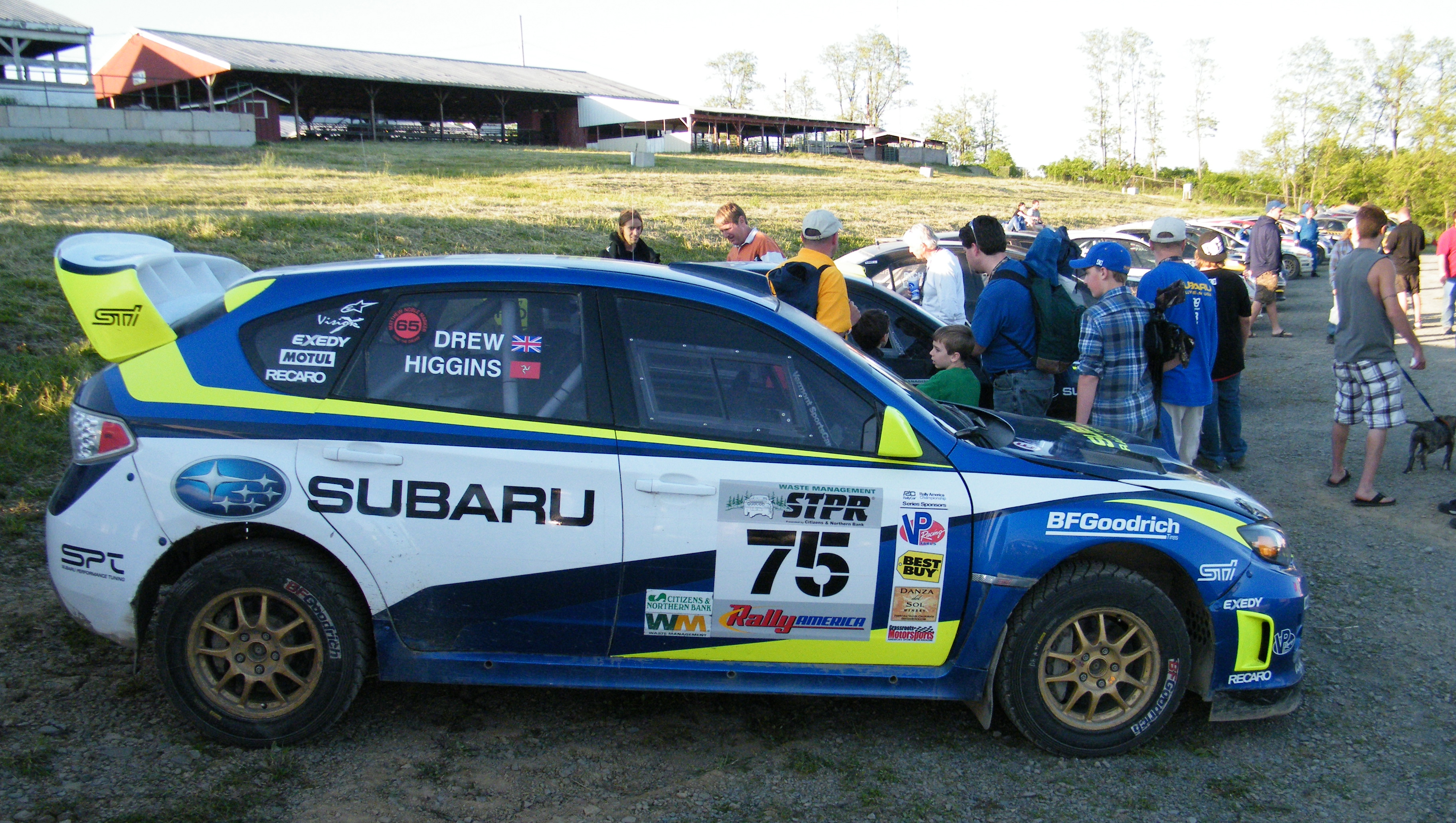
D. Higgins aux STP 2011...

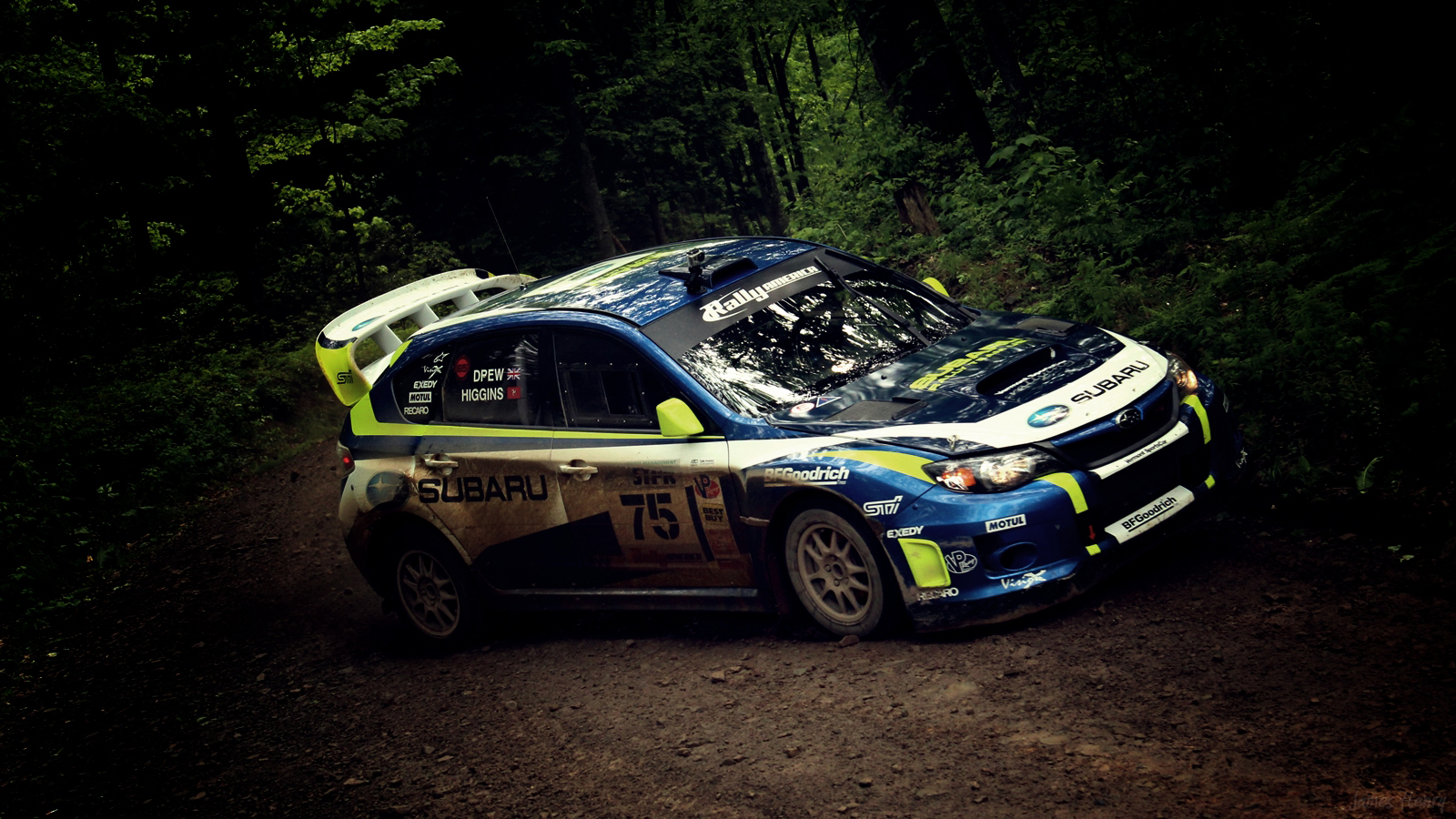
...et 2012.

| 2014 | David Higgins (4) / Craig Drew          | Subaru Impreza WRX STi        |
| 2013 | Ken Block / Alessandro Gelsomino        | Ford Fiesta H.F.H.V           |
| 2012 | Antoine L'Estage (3) / Nathalie Richard | Mitsubishi Lancer Evolution X |
| 2011 | David Higgins / Craig Drew              | Subaru Impreza WRX STi        |
| 2010 | Antoine L'Estage / Nathalie Richard     | Mitsubishi Lancer Evolution X |
| 2009 | Ken Block / Alessandro Gelsomino        | Subaru Impreza WRX STi        |
| 2008 | Antoine L'Estage / Nathalie Richard     | Hyundai Tiburon               |
| 2007 | Andrew Pinker / Robbie Durant           | Subaru Impreza WRX STi        |
| 2006 | Matt Iorio / Ole Holder                 | Subaru Impreza                |
| 2005 | Paul Choiniere (7) / Jeff Becker        | Hyundai Tiburon               |
| 2004 | Shane Mitchell / Glenn Patterson        | Subaru Impreza                |
| 2003 | David Higgins / Daniel Barrett          | Mitsubishi Lancer Evolution   |
| 2002 | David Higgins / Daniel Barrett          | Subaru Impreza                |
| 2001 | Mark Lovell / Michael Kidd              | Subaru Impreza WRX STi        |
| 2000 | Karl Scheible / Russ Hughes             | Mitsubishi Lancer Evolution V |
| 1999 | Paul Choiniere / Jeff Becker            | Hyundai Tiburon               |
| 1998 | Frank Sprongl / Dan Sprongl             | Audi Quattro S-2              |
| 1997 | Carl Merrill / Lance Smith              | Ford Escort Cosworth          |
| 1996 | Paul Choiniere / Jeff Becker            | Hyundai Elantra               |
| 1995 | Paul Choiniere / Jeff Becker            | Hyundai Elantra               |
| 1994 | Paul Choiniere / Jeff Becker            | Audi Quattro S-2              |
| 1993 | Paul Choiniere / Jeff Becker            | Audi Quattro S-2              |
| 1992 | Paul Choiniere / Jeff Becker            | Audi Quattro                  |
| 1991 | Chad DiMarco / Erick Hauge              | Subaru Legacy                 |
| 1990 | Jeff Zwart / Calvin Coatsworth          | Mazda 323 GTX                 |
| 1989 | Rod Millen (4) / Tony Sircombe          | Mazda 323 GTX                 |
| 1988 | Rod Millen / Harry Ward III             | Mazda 323 GTX                 |
| 1987 | John Buffum (6) / Tom Grimshaw          | Audi Quattro                  |
| 1986 | John Buffum / Tom Grimshaw              | Audi Quattro                  |
| 1985 | Rod Millen / John Bellefleur            | Mazda RX-7 4WD                |
| 1984 | John Buffum / Neil Wilson               | Audi Quattro                  |
| 1983 | John Buffum / Doug B. Sheperd           | Audi Quattro                  |
| 1982 | John Buffum / Doug B. Sheperd           | Audi Quattro                  |
| 1981 | John Woolf (2) / Grant Whittaker        | Mazda RX-7                    |
| 1980 | John Woolf / Grant Whittaker            | Mazda RX-3                    |
| 1979 | Rod Millen / Mark Howard                | Datsun 510                    |
| 1978 | John Buffum / Doug B. Sheperd           | Triumph TR-7                  |
| 1977 | Eric Jones / Roger Sieling              | Datsun 510                    |

## Autres épreuves du Rally America
- Rallye Sno*Drift;
- Rallye New England Forest.